# Joelija Levtsjenko
Joelija Andrijivna Levtsjenko (Oekraïens Юлія Андріївна Левченко), (Kiev, 28 november 1997) is een Oekraïens hoogspringster. Zij nam tweemaal deel aan de Olympische Spelen en haalde bij die gelegenheden eenmaal de finale.

## Loopbaan
Levtsjenko maakte haar olympisch debuut op de Olympische Spelen van 2016 in Rio de Janeiro, waar zij er niet in slaagde om de finale te bereiken. Vijf jaar later lukte dit haar wel op de uitgestelde Olympische Spelen van 2020 in Tokio. Ditmaal finishte zij als achtste. 

## Titels
- Oekraïens kampioene hoogspringen - 2018, 2019
- Oekraïens indoorkampioene hoogspringen - 2018, 2019, 2023
- Olympisch Jeugdkampioene hoogspringen - 2014
- Europees kampioene U23 hoogspringen - 2017, 2019

## Persoonlijke records
| Onderdeel              | Prestatie | Datum             | Plaats   |
| ---------------------- | --------- | ----------------- | -------- |
| hoogspringen (outdoor) | 2,02 m    | 10 september 2019 | Minsk    |
| hoogspringen (indoor)  | 2,00 m    | 12 februari 2019  | Eaubonne |

## Palmares

### hoogspringen
- 2014:  OS U20 - 1,89 m
- 2016:  WK U20 - 1,86 m
- 2016: 9e in kwal. OS - 1,92 m
- 2017:  EK indoor - 1,94 m
- 2017:  EK U20 te Bydgoszcz - 1,96 m
- 2017:  WK - 2,01 m
- 2018:  Oekraïense indoorkamp. - 1,95 m
- 2018: 5e WK indoor - 1,89 m
- 2018:  Oekraïense kamp. - 1,96 m
- 2019:  Oekraïense indoorkamp. - 1,97 m
- 2019:  EK indoor - 1,99 m
- 2019:  EK U20 te Gävle - 1,97 m
- 2019:  Oekraïense kamp. - 2,00 m
- 2019: 4e WK - 2,00 m
- 2021: 4e EK indoor - 1,94 m
- 2021: 8e OS - 1,96 m
- 2023:  Oekraïense indoorkamp. - 1,96 m
- 2023: 5e EK indoor - 1,94 m

Diamond League-resultaten
- 2020:  Golden Gala - 1,98 m